# 블래스터 마스터 제로 3
《블래스터 마스터 제로 3》는 인티 크리에이츠가 제작한 액션 플랫폼 게임이다. 《블래스터 마스터》 시리즈의 아홉 번째 게임이자 인티 크리에이츠의 《블래스터 마스터 제로》 삼부작의 마지막 작품이다. 닌텐도 스위치, 플레이스테이션 4, 엑스박스 원, 엑스박스 시리즈 X/S 및 마이크로소프트 윈도우로 2021년 7월 29일 전세계에 동시 출시됐다.
이 게임과 전작들을 모두 수록하고 대사 음성을 추가한 합본 《블래스터 마스터 제로 트릴로지》가 닌텐도 스위치 및 플레이스테이션 4로 《제로 3》와 같은 날 발매됐다.

## 참조

### 내용주
1. ↑  영어: Blaster Master Zero 3
2. ↑  영어: Blaster Master Zero Trilogy